# Fjädersmåkaktus
Fjädersmåkaktus (Turbinicarpus valdezianus) är en suckulent halvgeofyt inom småkaktussläktet och familjen kaktusväxter. Den blir från 1 till 2,5 centimeter hög och 1,5 till 2,5 centimeter i diameter. Arten beskrevs för första gången av Heinrich Möller 1930, men då som Pelecyphora valdeziana.